# Darren England
Darren England (23 dicembre 1985) è un arbitro di calcio inglese.

## Carriera

### Assistente
In qualità di assistente arbitrale viene designato dal 2012 al 2015 in Premier League.

### Arbitro
Come arbitro principale dirige la finale play-off di League Two tra Blackpool ed Exeter City nel 2017.